# Шяуляй
Шяуля́й (лит. Šiauliai, жумуд. Šiaulē, пол. Szawle, офіційна російська назва до 1917 р. Шавли) — місто на півночі Литви, четверте за кількістю жителів; адміністративний центр Шяуляйського повіту.

## Положення й загальна характеристика
Розташоване на півночі Литви, на відстані 214 км у північному напрямку від столиці — Вільнюса, 142 км — від Каунаса, 161 км — на схід від Клайпеди. Загальна площа становить 81 км².
Шяуляй — великий промисловий і культурний центр. Діють Шяуляйський університет, Шяуляйський драматичний театр, декілька музеїв, у тому числі Музей велосипедів, Музей фотографії, Музей радіо й телебачення. Неподалік від Шяуляя знаходиться Гора Хрестів.

## Населення
Налічується 130 тис. мешканців (2004); за переписом населення 2001 — 133,9 тис.
| Динаміка населення з 1923 по 2018 |         |          |          |          |          |          |
| 1923пер.                          | 1931    | 1939     | 1945     | 1959пер. | 1970пер. | 1979пер. |
| 21 387                            | 23 249  | 31 641   | 19 000   | 59 700   | 92 800   | 118 724  |
| 1981                              | 1987    | 1989пер. | 2001пер. | 2006     | 2007     | 2008     |
| 127 300                           | 139 500 | 145 629  | 133 883  | 129 037  | 128 397  | 127 059  |
| 2009                              | 2010    | 2011пер. | 2012     | 2014     | 2015     | 2017     |
| 126 215                           | 125 453 | 109 328  | 107 875  | 105 610  | 104 569  | 106 568  |
| 2018                              | -       | -        | -        | -        | -        | -        |
| 107 086                           | -       | -        | -        | -        | -        | -        |
| Гістограма динаміки населення     |         |          |          |          |          |          |

## Назва
Назва згадується в німецьких хроніках у зв'язку з битвою під Сауле 1236 у формах Saulen (1254), terram Saulam (1348), in Saulia (1358). Вважається, що воно походить від множини особового імені (або прізвиська) Šiaulys («Шяуліс», «Шавль»).

## Історія
Назва населеного пункту згадується в хроніках орденів мечоносців і хрестоносців у зв'язку з битвою 22 вересня 1236 між об'єднаними військами литовців, жмудин і латишів, з одного боку, і лицарями ордена мечоносців (пізніше Лівонський орден). Як місто вперше згадають у грамоті Сигізмунда Старого 1524.
9 листопада 1791 року разом із правами міста Станіславом Августом був дарований Герб.
У першій половині XIX століття через Шяуляй була проведена шосейна дорога Рига — Тільзіт (нині Совєтськ), з 1871 — Лібаво-Роменська залізниця (тобто залізниця Лієпая — Ромни). Вигідне положення на схрещенні важливих транспортних комунікацій, що сполучають порти, сприяло розвитку промисловості й росту міста.
В 1948 році був заснований Шяуляйський велосипедно-моторний завод «Вайрас», продукція якого була відома в багатьох країнах світу.
З 2004 у аеропорті міста на Першій Литовській Повітряній Базі базуються літаки Балтійської Повітряної Поліції країн-учасників НАТО по захисту повітряного простору трьох балтійських країн.

## Уродженці
- Максим Руф (1902 — †1971) — радянський театральний актор, кінорежисер і режисер дубляжу єврейського походження.
- Регімантас Адомайтіс (1937-2022) — литовський та радянський актор театру і кіно
- Корнеліюс Платяліс (1951) — литовський поет, есеїст, перекладач, громадський і державний діяч.
- Олег Куклін (* 1961) — український вчений-економіст, організатор освіти, професор, громадський діяч Черкащини.

## Світлини

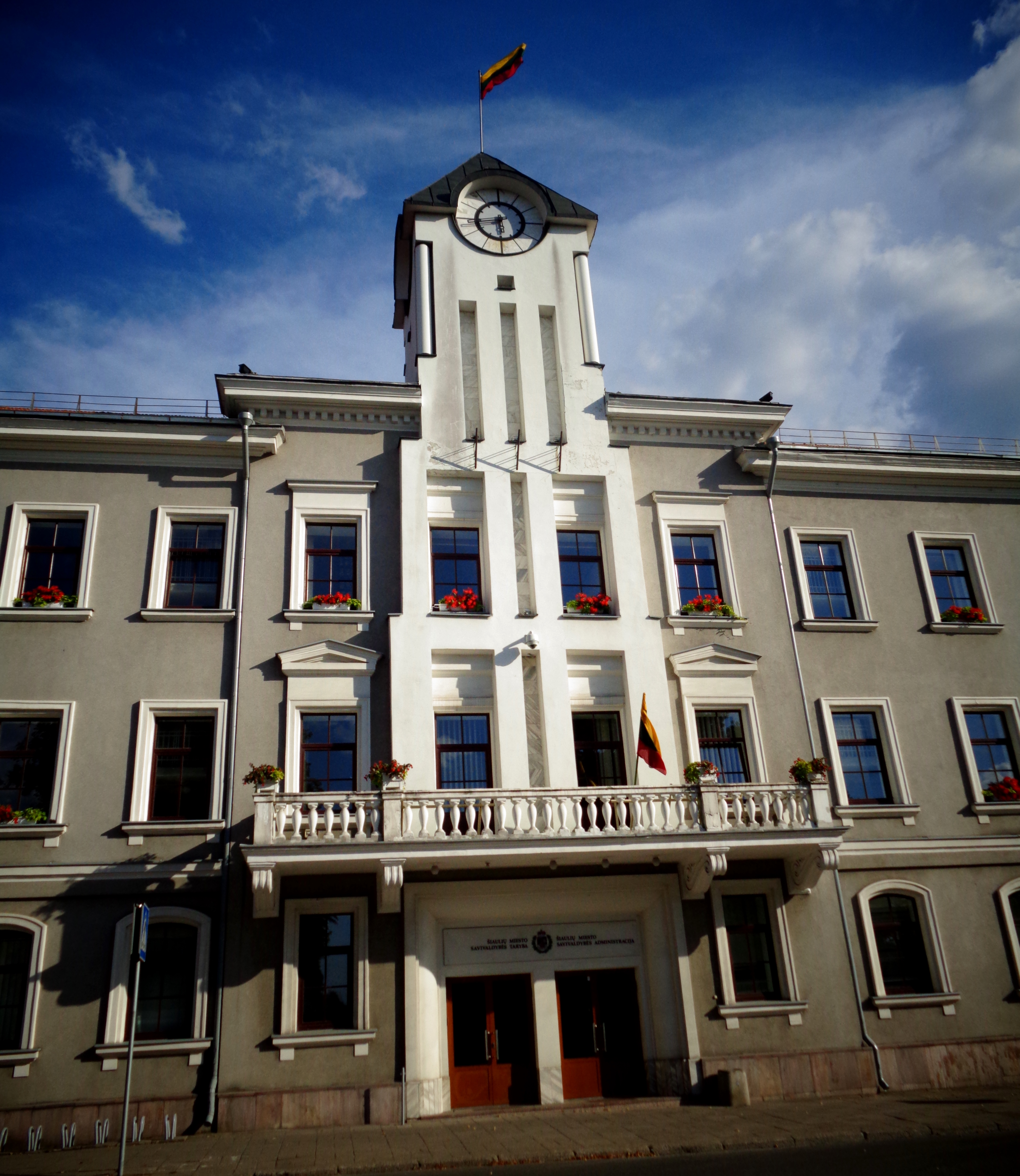
Міська адміністрація Шяуляю
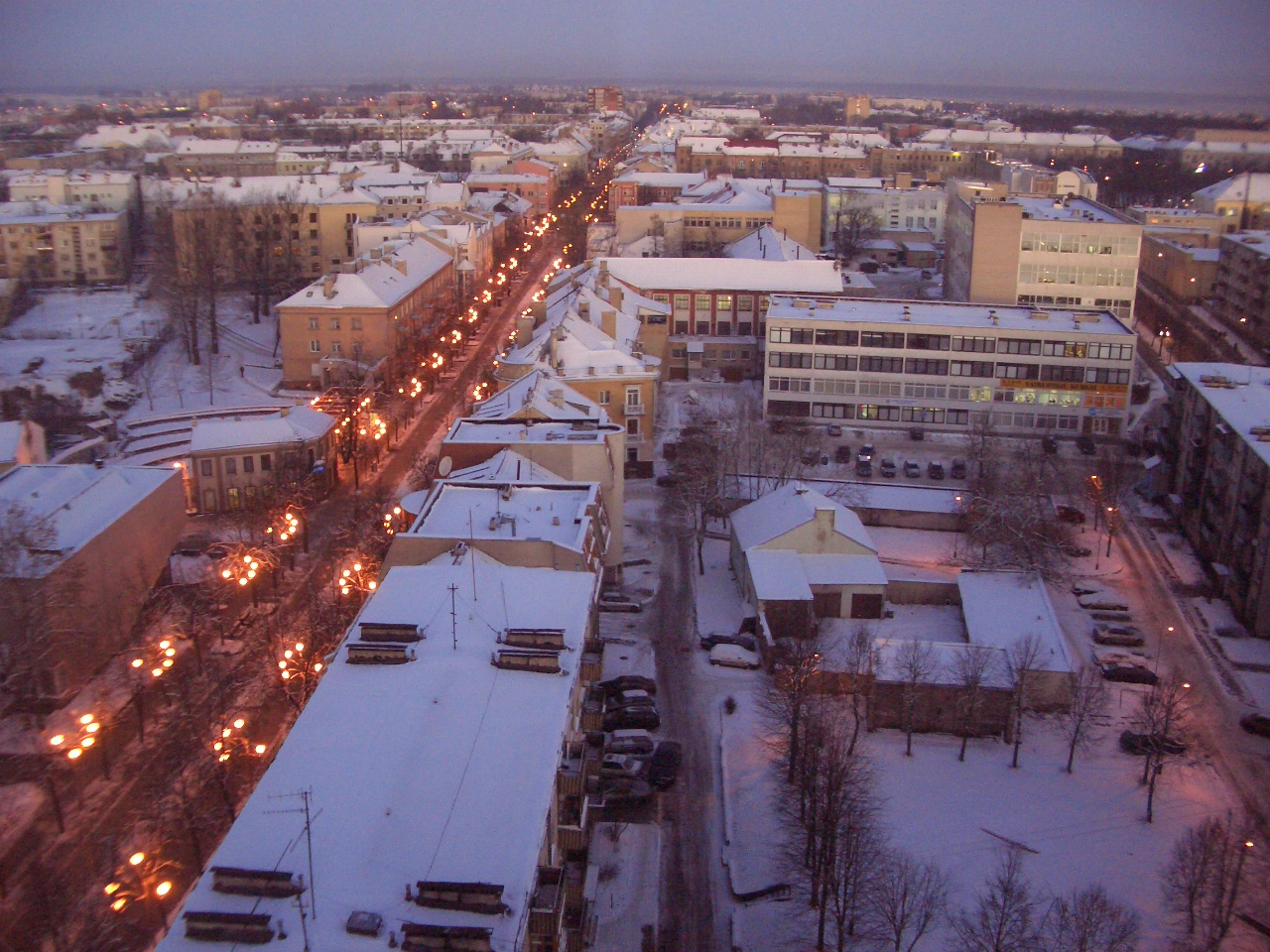
Вигляд на Шяуляй взимку
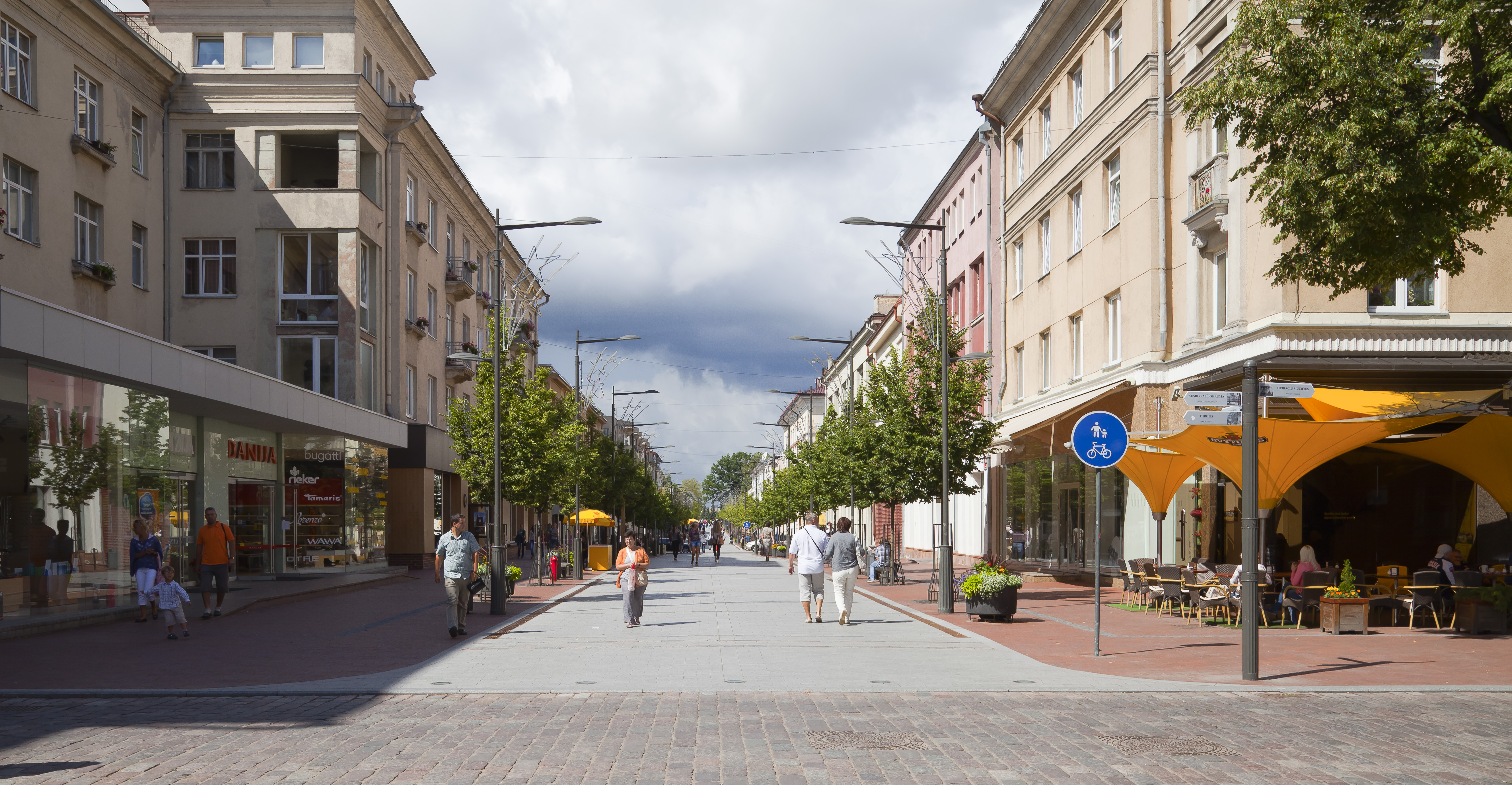
Вулиця Вільнюська, одна з центральних у місті